# Pteris scabririgens
Pteris scabririgens là một loài dương xỉ trong họ Pteridaceae. Loài này được Fraser-Jenk., S.C. Verma & T.G. Walker mô tả khoa học đầu tiên năm 2008.
Danh pháp khoa học của loài này chưa được làm sáng tỏ. 